# Egilmar I. (Oldenburg)
Graf Egilmar I. (* um 1040; † vor 1112), auch Egelmar, Engilmar oder Eilmar, ist der erste gesicherte Ahnherr des heute noch existierenden Hauses Oldenburg, das seit dem Spätmittelalter die dänischen Könige stellt und zu dessen Seitenzweigen das heutige Königshaus Schleswig-Holstein-Sonderburg-Glücksburg gehört. Von diesem stammen wiederum die Familie Mountbatten-Windsor und das norwegische Königshaus ab. Egilmar I. ist damit in direkter männlicher Linie der Stammvater dreier derzeitiger Monarchen Europas: Frederik X. (Dänemark), Harald V. (Norwegen) und Charles III. (Vereinigtes Königreich). Egilmar I. und sein gleichnamiger Sohn werden in der Literatur auch als Egilmare bezeichnet.

## Ersterwähnung
Erstmals wird Graf Egilmar I. als Zeuge in einer Urkunde des Erzbischofs Liemar von Hamburg-Bremen erwähnt, welche auf 1091 datiert ist. Da Erzbischof Liemar sich 1091 vermutlich in Italien aufhielt, von einem anderen Zeugen als „damals noch heranwachsend“ bezeichnet wird und die Urkunde mehrere Vorgänge zusammenfasst, wird die Gerichtsverhandlung, an der Graf Egilmar I. teilnahm, einige Jahre früher stattgefunden haben.

## Oldenburg
Laut einer weiteren Urkunde von 1108 ließ sich Graf Egilmar I. gegen eine Rente in die Gebetsbrüderschaft des Klosters Iburg aufnehmen. Abzuholen war diese Rente (90 Bund Aale) „apud Aldenburch“. Dies ist die erste Erwähnung von Oldenburg, dem späteren Stammsitz des Geschlechts. Egilmar I. wird in dieser Urkunde, die vermutlich sein eigener Bruder verfasste, als „comes in confinio Saxonie et Frisie potens et manens“ tituliert, also als an der Grenze zwischen Sachsen und Friesland wohnender mächtiger Graf. Es ist nicht belegt, dass Egilmar I. schon eine Burg in Oldenburg besaß. Siehe auch Burg Elmendorf.

## Familie
Aus der Urkunde von 1108 ergeben sich zahlreiche Familienangehörige des Grafen Egilmars I. Zugegen waren seine Ehefrau Riche(n)za, seine Söhne Christian und Egilmar II., seine Tochter Gertrud sowie sein Bruder, der Kleriker Giselbert.
Als weltlicher Zeuge ist der Edelherr Giselbert genannt. Wegen der Namensgleichheit ist zu vermuten, dass es sich bei ihm ebenfalls um einen Verwandten handelt. Da – soweit bekannt – der Name Giselbert bei den möglichen Verwandten der Richenza nicht vorkommt, müsste er zur Sippe Egilmars gehören. Vielleicht war er ein Onkel des Grafen.
Bei seiner Frau Richenza ist gesichert, dass deren Mutter Ida von Elsdorf war. Nach Albert von Stade war Ida von Elsdorf die Nichte eines Kaisers und eines Papstes. Die genaue Zuordnung stellt jedoch ein Rätsel dar, welches seit mehr als 100 Jahren die Genealogen beschäftigt. Gleiches gilt für den Vater der Richenza, da ihre Mutter dreimal verheiratet war. Wahrscheinlich war ihr Vater Dedi oder Dedo nicht Graf von Dithmarschen, sondern der sächsische Pfalzgraf Dedi von Goseck, welcher 1056 ermordet wurde. Richenza wäre dann eine Nichte seines Bruders Erzbischof Adalbert von Bremen (1043–1072) gewesen, was den Aufstieg ihres Mannes und ihrer Nachkommen begünstigte.
Die weiteren Nachrichten der Rasteder Chronik sprechen dafür, dass nach dem Tode Egilmars I. seine beiden Söhne Egilmar II. und Christian von den Friesen aus Jadelehe verdrängt wurden und sich auf zwei Burgen am Zwischenahner Meer in Zwischenahn und Elmendorf zurückziehen mussten. Um 1134 erschlug ein Bruder den anderen, nach derzeitigem Forschungsstand Christian den Egilmar II. Falls es nicht ein gleichnamiger Sohn oder Neffe war, fiel Graf Christian 1153 in Östringsfelde gegen die Friesen.

## Rastede
Egilmar I. ist vielleicht seinerseits ein Verwandter des Grafen Huno gewesen, welcher 1059 mit seiner Frau Willa in der Nähe von Oldenburg in Rastede eine Kirche gründete und ihr zunächst ein Doppelkloster angliederte. Nach der Klosterchronik soll Egilmar I. wegen dieser Verwandtschaft von dem Stifter Huno als Vogt für Rastede vorgesehen gewesen sein; die Vogtei erhielt aber erst sein Sohn Egilmar II. Diese Nachricht wird durch Eintragungen in dem bis heute erhaltenen Buch des Lebens des Klosters Rastedes bestätigt, die auf um 1165 datiert werden. Dort wird bei den gräflichen Stiftern und Gönnern des Klosters nur einmal ein EGelmarus mit seiner Gattin Elika genannt.

## Jadele
Eine nur verstümmelt überlieferte Nachricht in der Chronik des Oldenburger Hausklosters Rastede und deren Ausschmückung durch den Chronisten Heinrich Wolters, der zeitweilig Pfarrherr in Oldenburg war, lassen vermuten, dass Egilmar I. Burggraf in Jadele(he) (heutzutage nur noch eine Sandbank im Jadebusen) war und ihm die Verwaltung der friesischen Gebiete oblag, die zur Erzdiözese Bremen gehörten. Zur Burg gehörte ein dem St. Vitus geweihtes Kloster. Vielleicht war auch die Burg, die gegen die Friesen nicht mehr gehalten werden konnte, von seinen beiden Söhnen in ein Kloster umgewandelt worden, wie dies zur Rettung der zur Burg gehörenden Einkünfte über die Klostervogtei üblich war. Höchstwahrscheinlich hatten im Kloster Egilmar I. und seine Frau Richenza ihre Grablege, da nach der Rasteder Chronik auch ihr Sohn Egilmar II. in Jadele beigesetzt war.

## Herkunft und Besitz
Die genaue Herkunft der Egilmare ist ungeklärt. Sie könnten nach den Besitzverhältnissen der Grafen von Oldenburg aus dem Osnabrücker Nordland stammen. Vielleicht kam Egilmar I. im Gefolge des Grafen Friedrich von Werl-Arnsberg († 1124), der sehr wahrscheinlich nach Graf Huno Vogt von Rastede war, bzw. dessen Vater in den Oldenburger Raum. In der ersten Hälfte des 11. Jahrhunderts ist ein Engilmar Zeuge unmittelbar nach vier Grafen von Werl. Egilmars I. Nachkommen hatten Güter und Rechte im Lerigau (Raum Wildeshausen) und im Hasegau. Inwieweit hierüber schon Egilmar I. verfügte, kann in Ermanglung von Quellen nur vermutet werden. Egilmar I. besaß die Vogtei für das Alexanderstift zu Wildeshausen. Es scheint sich für ihn und seine Nachkommen zunächst nur um eine Untervogtei gehandelt zu haben, die er der Herkunft seiner Frau Richenza verdankte. Deren mutmaßlicher Onkel Erzbischof Adalbert von Bremen hatte das Rektorat über Wildeshausen.